# Кошоктон (Охајо)
Кошоктон (енгл. Coshocton) град је у америчкој савезној држави Охајо.

## Демографија
По попису из 2010. године број становника је 11.216, што је 466 (-4,0%) становника мање него 2000. године.
| Група             | 2000.          | 2010.          |
| Белци             | 11.186 (95,8%) | 10.651 (95,0%) |
| Афроамериканци    | 190 (1,6%)     | 207 (1,8%)     |
| Азијати           | 92 (0,8%)      | 49 (0,4%)      |
| Хиспаноамериканци | 69 (0,6%)      | 127 (1,1%)     |
| Укупно            | 11.682         | 11.216         |